# راسيل كارتر (كرة سلة)
راسيل كارتر (بالإنجليزية: Russell Carter)‏ مواليد 30 مارس 1985 في فرانكفورت، هو لاعب كرة سلة أمريكي. بدأ مسيرته الاحترافية في سنة 2007. يلعب مع فريق إس بي أو روان باسكت. يحمل الرقم 11. يبلغ طوله 6 قدم 4 بوصة (1.9 م).

## المسيرة الاحترافية
لعب مع سباستياني باسكت رييتي في الدوري الإيطالي في موسم 2007–2008، ثم لعب مع أوكلاهوما سيتي بلو في موسم 2007–2008، ثم لعب مع باوريد تايغرز في سنة 2011، ثم لعب مع آيوا إنرجي في سنة 2011.

## روابط خارجية
- راسيل كارتر على موقع كرة السلة الأوروبية.كوم (الإنجليزية)
- راسيل كارتر على موقع DraftExpress.com (الإنجليزية)
- راسيل كارتر على موقع كلية كرة السلة في سبورتس رفرنس.كوم (الإنجليزية)
- راسيل كارتر على موقع ريلجم (الإنجليزية)
- راسيل كارتر على موقع بروبوليرز (الإنجليزية)
- راسيل كارتر على موقع سبورتس رفرنس (الإنجليزية)
- راسيل كارتر على موقع سبورتس رفرنس (الإنجليزية)